# Idioma yao
Yao es una lengua bantú africana que tiene aproximadamente 1 millón de hablantes en Malaui, medio millón en Tanzania y en torno a 450.000 en Mozambique, siendo hablada fundamentalmente por la etnia wayao. Una importante porción de territorio donde se habla el yao se encuentra a lo largo de la frontera entre Mozambique y Tanzania, estando separada del lago Malaui por un área donde predominan los hablantes del nyanja. También hay algunos hablantes de este idioma en Zambia.

## Descripción
En Malaui, su principal dialecto es el mangoche, especialmente hablado en la zona del lago Malaui. En Mozambique, los principales dialectos son makale y massaninga. Este idioma se conoce también por otros nombres en inglés, como chiyao o ciyao, schawa, adsawa, aAdsoa, aawa, aawa, ao, aao, dao, haiao, hiao, hyao, jao, veiao y wajao.